# Sunnaryd

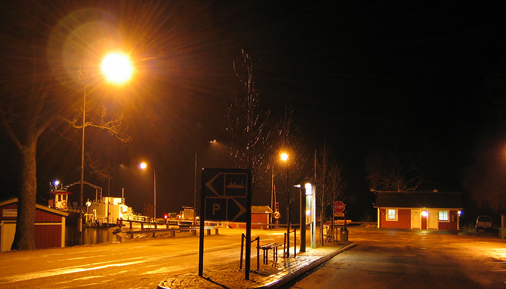
Sunnaryds färjeläge kvällstid

Sunnaryd är en by vid sjön Bolmen i västra Småland, Gislaveds kommun, Jönköpings län. Från 2015 avgränsar SCB här en småort.
Sunnaryd har förbindelse till ön Bolmsö med linfärjan M/S Bolmia.

## Historia
Sunnaryd ingick i Bolmsö socken, och bröts ur motsvarande landskommun och församling 1974. I Sunnaryd finns fornminnen, bland annat den så kallade penningakullen.
Enligt SOFI hette Sunnaryd på 1400-talet "Sundaridh" (eller eventuellt "Sandaridh"). Har senare hetat "Sundarydh", som kan översättas som "röjningen vid sundet".

## Geografi
Sunnaryd befinner sig 173 meter över havet.

### Natura 2000
I Sunnaryd ligger ett av Sveriges 3 992 st. Natura 2000-områden och har områdeskoden SE0310703. Floran består av bland annat stagg, darrgräs, hirsstarr, jungfrulin, sommarfibbla, svinrot, ängsvädd, Jungfru Marie nycklar, slåtterfibbla och slåttergubbe. Även granspira har påträffats tidigare.

## Samhället
I Sunnaryd ligger småbåtshamnen Kårehamn som drivs av VBBK, Västra Bolmens Båtklubb.